# Chất hoạt hóa enzym

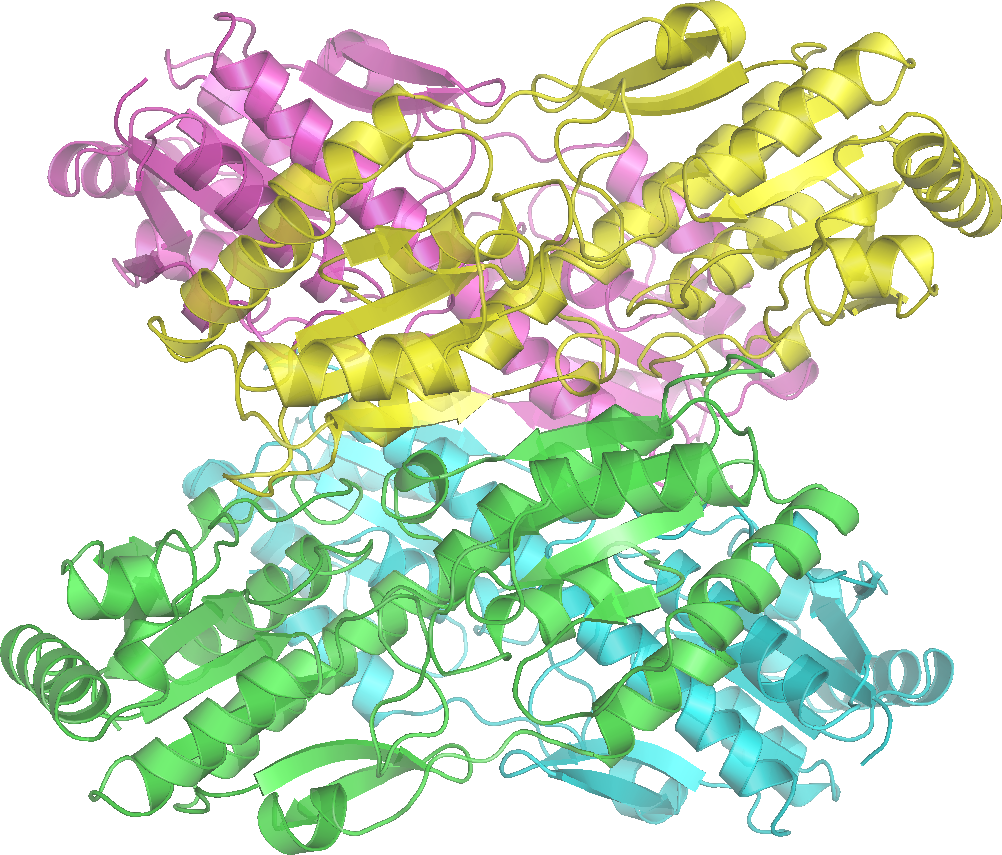
Bacillus stearothermophilus
phosphofructokinase..

Chất hoạt hóa enzym là các phân tử liên kết với enzym và làm tăng hoạt động của các enzym đó. Các chất hoạt hóa enzym có tác dụng ngược so với các chất kìm hãm enzym.
Một ví dụ về chất hoạt hóa enzym là fructose 2,6-bisphosphat, chất này hoạt hóa phosphofructokinase 1 và làm tăng tốc độ glycolysis trong phản ứng với hormon insulin.